# Копривић
Род копривића (Celtis, syn. Sparrea Hunz. et Dottori) је један од девет родова породице конопље (Cannabaceae Martynov) са 60-70 врста листопадног дрвећа распрострањених у топлим умереним регионима северне хемисфере, у јужној Европи до централне Африке, јужној и источној Азији, и Јужној, Централној и Северној Америци, Род је присутан у фосилним остацима у Европи од миоцена.
Род је раније припадао породици бреста (Ulmaceae) или сопственој породици, Celtidaceae. Angiosperm Phylogeny Group III system (2009) сврстава Celtis у породицу конопље (Cannabaceae).

## Назив
Генеричко име Celtis потиче из латинског назива за потпуно несродну врсту Ziziphus lotus (L.) Lam. Плинија Старијег (23-79). Симоновић етимолошко значење налази у грчкој речи κέλλο = гонити, терати, од које је изведено κέλτις = бичаља, која се прави од овог дрвета.

## Опис
Врсте рода Celtis су углавном дрвеће средње висине, које достиже 10-25 m, ређе 40 m. Листови су наизменични, прости, 3-15 cm дуги, овални, зашиљени са равномерно назубљеном маргином. Мали једнодомни цветови се појављују у рано пролеће док су листови још у развоју. Мушки цветови су дужи и растреситији. Женски цветови су зеленкасти и заобљени. Плод је мала коштуница 6-10 mm у пречнику, јестива код већине врста, са сувим, али слатким мезокарпом, конзистенцијом и укусом подсећа на урму.

## Важније врсте
| - Celtis africana Burm.f. - Celtis australis L. - Celtis balansae Planch. - Celtis biondii Pamp. - Celtis brasiliensis Planch. - Celtis bungeana L. - Celtis caucasica L. - Celtis confertaPlanch. - Celtis durandii Engl. | - Celtis ehrenbergiana (Klotzsch) Liebm. - Celtis hypoleuca Planch. - Celtis iguanaea (Jacq.) Sarg. - Celtis integrifolia L. - Celtis jessoensis Koidz. - Celtis koraiensis L. - Celtis labilis L. - Celtis laevigata Willd. - Celtis lindheimeri Engelm. ex K.Koch | - Celtis loxensis C.C.Berg - Celtis luzonica Warb. - Celtis mildbraedii Engl. - Celtis occidentalis L. - Celtis pallida Torr. - Celtis paniculata (Endl.) Planch. - Celtis philippensis Planch. - Celtis planchoniana K. I. Chr. - Celtis reticulata Torr. | - Celtis schippii Standl. - Celtis sinensis Pers. - Celtis tala Gillet ex Planch. - Celtis tenuifolia Nutt. - Celtis tetranda Roxb. - Celtis timorensis Span. - Celtis tournefortii L. - Celtis trinervia Lam. |